# ATP de San José de 2013
O ATP de San José de 2013 foi um torneio de tênis masculino disputado em quadras duras na cidade de San José, nos Estados Unidos. Esta foi a 124ª edição do evento, realizada no SAP Center.

## Distribuição de pontos
| Evento            | V   | F   | SF | QF | Segunda rodada | Primeira rodada | Q  | Q3 | Q2 | Q1 |
| Simples masculino | 250 | 150 | 90 | 45 | 20             | 0               | 12 | 6  | 0  | 0  |
| Duplas masculinas | 250 | 150 | 90 | 45 | 0              | —               | —  | —  | —  | —  |

## Chave de simples

### Cabeças de chave
| País | Jogador           | Rank1 | Cabeça |
| ---- | ----------------- | ----- | ------ |
| CAN  | Milos Raonic      | 13    | 1      |
| USA  | John Isner        | 16    | 2      |
| USA  | Sam Querrey       | 20    | 3      |
| GER  | Tommy Haas        | 22    | 4      |
| ESP  | Fernando Verdasco | 24    | 5      |
| UZB  | Denis Istomin     | 46    | 6      |
| AUS  | Marinko Matosevic | 49    | 7      |
| BEL  | Xavier Malisse    | 51    | 8      |

- 1 Rankings como em 4 de fevereiro de 2013

### Outros participantes
Os seguintes jogadores receberam convites para a chave de simples:
- Steve Johnson
- Bradley Klahn
- Jack Sock

Os seguintes jogadores entraram na chave de simples através do qualificatório:
- Rik de Voest
- Tim Smyczek
- Ryan Sweeting
- Donald Young

### Desistências
Antes do torneio
- Kevin Anderson (lesão no cotovelo)
- Brian Baker (lesão no joelho)
- Alexandr Dolgopolov (lesão no tornozelo)
- Mardy Fish (problemas cardíacos)
- Feliciano López (lesão no pulso)

## Chave de duplas

### Cabeças de chave
| País | Jogador           | País | Jogador           | Rank1 | Cabeça |
| ---- | ----------------- | ---- | ----------------- | ----- | ------ |
| USA  | Bob Bryan         | USA  | Mike Bryan        | 3     | 1      |
| ESP  | David Marrero     | ESP  | Fernando Verdasco | 45    | 2      |
| MEX  | Santiago González | USA  | Scott Lipsky      | 67    | 3      |
| BEL  | Xavier Malisse    | GER  | Frank Moser       | 124   | 4      |

- 1 Rankings como em 4 de fevereiro de 2013

### Outros participantes
As seguintes parcerias receberam convites para a chave de duplas:
- Lleyton Hewitt /  Marinko Matosevic
- Steve Johnson /  Jack Sock

A seguintes parceria entrou na chave de duplas como alternate:
- Matthew Ebden /  Michael Russell

## Campeões

### Simples
- Milos Raonic venceu  Tommy Haas, 6–4, 6–3

### Duplas
- Xavier Malisse /  Frank Moser venceram  Lleyton Hewitt /  Marinko Matosevic,  6–0, 6–7(5–7), [10–4]